# 木下康司
木下 康司（きのした やすし、1957年〈昭和32年〉3月28日 - ）は、日本の財務官僚。第10代財務事務次官。2015年に日本政策投資銀行代表取締役副社長に就任。2018年には同社代表取締役会長に就任し現在に至る。

## 来歴
新潟県新潟市出身。新潟県立新潟高等学校から東京大学文科一類に入学。東京大学法学部第2類（公法コース）を卒業。東大在学時は2年の後半から公務員試験や司法試験を目指すグループに入り勉強していた。東大卒業後の1979年（昭和54年）4月、大蔵省（現財務省）に入省。配属先は主計局総務課企画係。
1999年（平成11年）、主計局主計官に就任し、運輸省と郵政省を担当。同年、内閣官房長官秘書官事務取扱となる。2004年（平成16年）より財務省大臣官房総合政策課長。以降、同省で大臣官房文書課長、大臣官房総括審議官などを歴任し、2011年（平成23年）、国際局長に就く。
翌2012年（平成24年）、主計局長に就任したが、財務省では2000年（平成12年）7月に主計局長に就任した林正和以来、官房長から主計局長に昇格する人事が通例であり、木下はこれを破る形となった。
2013年（平成25年）6月の中央省庁幹部人事では、第2次安倍内閣のもとで女性の積極登用や従来の慣例を覆す「サプライズ人事」が相次ぐ中、財務省では主計局長であった木下が順当に事務次官へと昇格した。国際局長経験者が事務次官に就任したのは、前身にあたる旧大蔵省時代の国際金融局長を含め、1947年（昭和22年）前期入省で主税局長も務めた大倉真隆以来、35年ぶりであり、戦後入省者では木下が2人目である。

## 略歴
- 1979年（昭和54年） - 大蔵省（現財務省）入省[2]。
- 1980年（昭和55年）4月 - 主計局主計企画官付[11]
- 1982年（昭和57年）7月 - 大臣官房調査企画課調査主任[12]
- 1983年（昭和58年）7月 - 大臣官房調査企画課企画係長[13]
- 1984年（昭和59年）7月 - 酒田税務署長
- 1985年（昭和60年）7月 - 内閣官房内閣審議室[14]
- 1986年（昭和61年） - 銀行局総務課課長補佐（企画）[15]
- 1987年（昭和62年） - 銀行局銀行課課長補佐（長銀、信託）[16]
- 1989年 - 主計局主計官補佐（厚生第五係主査）
- 1991年6月5日 - 主計局総務課課長補佐（企画）[17][16]
- 1994年 - 外務省在欧州共同体日本政府代表部参事官
- 1997年（平成9年） - 銀行局中小金融課金融会社室長
- 1998年（平成10年）6月 - 大臣官房企画官兼金融企画局信用課信用機構室長[11]
- 1999年（平成11年）7月 - 主計局主計官（運輸、郵政担当）[2]。
- 1999年（平成11年）10月 - 内閣官房長官秘書官事務取扱[2]。
- 2001年（平成13年）7月 - 財務省主計局主計官兼主計局総務課[2]。
- 2004年（平成16年）7月 - 同省大臣官房総合政策課長[2]。
- 2006年（平成18年）7月 - 同省大臣官房文書課長[2]。
- 2007年（平成19年）7月10日 - 同省主計局次長（末席）（環境、文部科学担当）[18][19][20][2]。
- 2009年（平成21年）7月14日 - 同省主計局次長（首席）[2]。
- 2010年（平成22年）7月30日 - 同省大臣官房総括審議官[2][21]。
- 2011年（平成23年）8月2日 - 同省国際局長[2][22]。
- 2012年（平成24年）8月17日 - 同省主計局長[2][23]。
- 2013年（平成25年）6月28日 - 同省事務次官[2][24]。
- 2014年（平成26年）7月4日 - 退官、財務省顧問。
- 2014年（平成26年）9月 - コロンビア大学客員研究員[25]。
- 2015年（平成27年）6月 - 日本政策投資銀行代表取締役副社長[26]
- 2018年（平成30年）6月 - 日本政策投資銀行代表取締役会長[27]。
- 2023年（令和5年）5月 - 日本取引所グループ取締役兼取締役会議長[28]。
- 2023年（令和5年）9月 - 2025年日本国際博覧会協会顧問[29]。

## 人物

### 課長補佐時代
課長補佐時代は、1990年代以降のバブル景気崩壊の過程で高度成長と結びついた制度や価値観の変更を迫られた。このとき、大きな流れを見極める眼力を持っていたなら少しは違ったのではないかとして、欧州危機が起こる中で状況は同じであると2011年（平成23年）に述べている。

### 財政政策
「日本の財政状況はギリシャより遥かに悪い」との認識を持ち、国と地方を合わせた基礎的財政収支を、2010年度（平成22年度）の対GDP比マイナス6.6%から2015年度（平成27年度）までにマイナス3.3%へ半減させるなどとした中期財政計画の目標を達成するためには、歳出抑制の徹底と2015年（平成27年）に消費税を10%へ増税することが必要であると主張している。
2005年（平成17年）から2008年（平成20年）まで財政制度等審議会で臨時委員を務めた長谷川幸洋（現中日新聞・東京新聞論説副主幹）は、「日本の消費税は25%にすべきだ」と自著に書いたところ、当時主計局にいた木下に「委員になれば、長谷川さんが欲しがるような材料はいくらでもあげますよ」と勧められ、審議会への参加を決めた。主計局調査課のロッカーに入っている最新の財政資料が自由に使えたほか、これらより詳細な「対外的な説明の流れ」という課長級以上の職員が取材応答用に所持する書類も受け取っていたため、取材する必要がなくなってしまうほどだったという。
2013年（平成25年）6月28日に財務省事務次官に就任して以降は、新聞や雑誌等、各種メディアで消費税増税に関連する主張を展開しており、次官就任翌月の7月19日には、財務事務次官として自身の出身地である新潟県の地元紙「新潟日報」のインタビューに応じ、内閣総理大臣の安倍晋三が消費税の8%への増税の見直しを示唆していることについて、あくまで政治判断だとしつつも「われわれの立場としては予定通りに進めてもらうことを望んでいる」と述べた。
同年8月31日、読売新聞が消費税増税を見送るべきとの社説を掲載した際には、同紙の主筆である渡邉恒雄（読売新聞グループ本社会長）の元へ事務次官である木下自らが増税の必要性について説明に出向いたと講談社が発行する週刊誌である『週刊現代』が2014年4月に報じている。
9月18日、内閣総理大臣安倍晋三と財務大臣麻生太郎による消費税の増税判断を巡る会談の場で、事務方として消費税の増税を推進している財務省側の立場を説明する予定であったが、安倍が「官僚は同席させるな」との指示を出し同席することができなかった。
日本政府が消費税の8%への増税を表明した翌月の11月1日、時評社が発行する月刊誌『時評』2013年11月号において、「消費税10%を前提に努力すれば、中期財政計画の目標達成は十分可能」と題した森信茂樹（中央大学法科大学院教授、東京財団上席研究員、税制シンクタンク「ジャパン・タックス・インスティチュート」所長）との対談記事を発表し、中期財政計画の目標について「消費税10%等により税収が上がれば、目標達成は可能」「消費税10%を決断していただき、かつ歳出抑制もきちんと行えば、達成可能」などとした上で、「まさに目標成の可否は、政府の決断にかかるということになります」と述べている。

### 地方経済
前出の新潟日報のインタビュー記事では、「地方の財政は厳しいが国の財政はもっと悪い」との考えから国による地方への財政支援には消極的な姿勢を示し、産業政策についても「地元の頑張りにかかっている」とあくまでも自助努力を促している。

## 入省同期
- 田中一穂（日本政策金融公庫総裁、財務事務次官、主計局長、主税局長）
- 香川俊介（財務事務次官、主計局長、大臣官房長、大臣官房総括審議官）
- 古澤満宏（IMF副専務理事、財務官、理財局長）
- 永長正士（人事院事務総長）
- 桑原茂裕（日本銀行理事）
- 道盛大志郎（国土交通省政策統括官、東京国税局長）
- 氏兼裕之（カジノ管理委員会委員、独立行政法人国立印刷局理事長）
- 手島洋（大阪国税局総務部総務課長（1987年1月9日自殺））
- 加藤勝信（自由民主党衆議院議員）らが居る。

## 著作
- 『図説日本の財政（平成17年度版）』東洋経済新報社、2005年
- 『図説日本の財政（平成18年度版）』東洋経済新報社、2006年